# Retorica

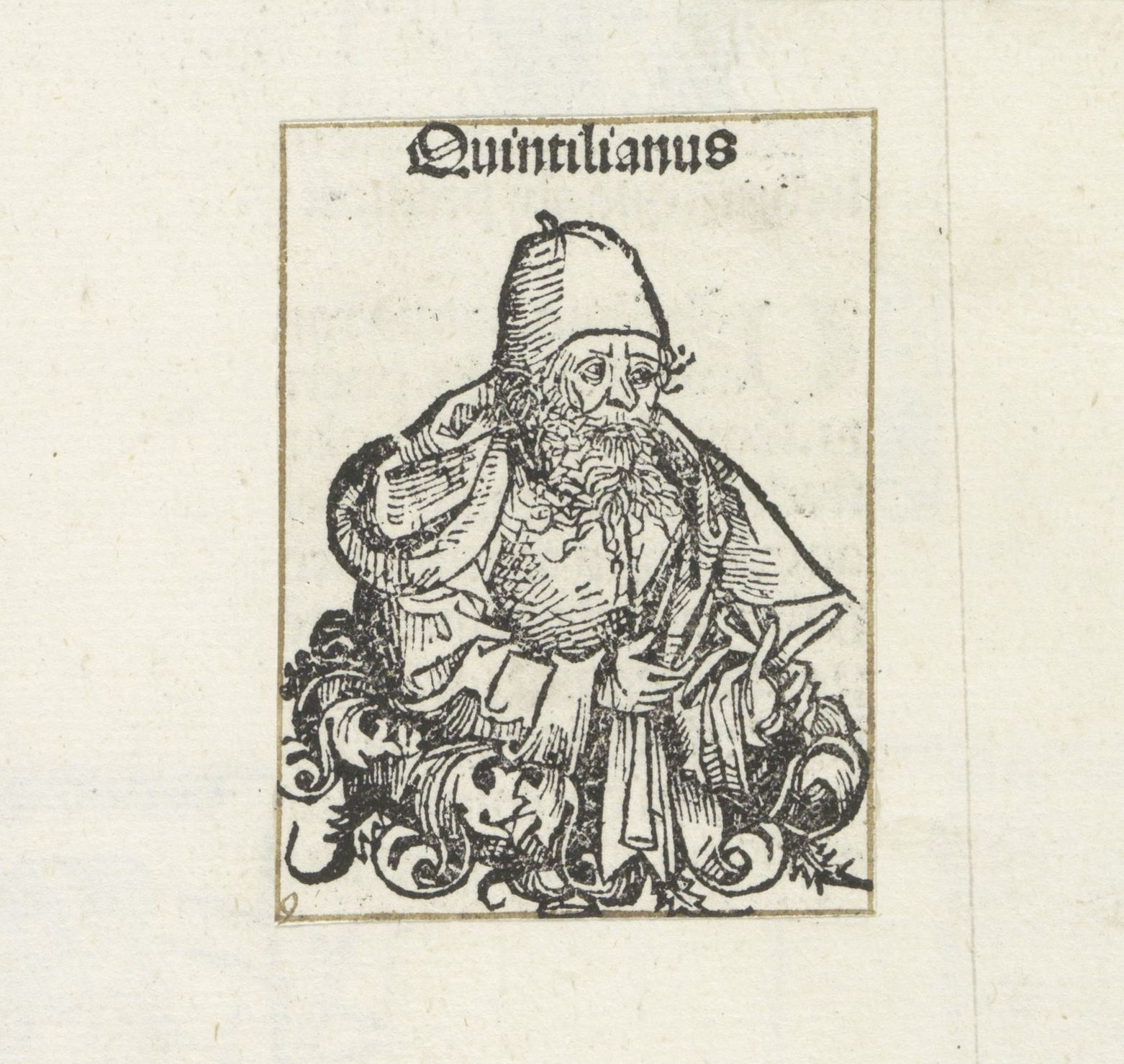
Een afbeelding van Quintilianus uit 1493

Retorica (Oudgriekse woord ῥήτωρ, rhêtôr, spreker, leraar; oude Nederlandse spelling rhetorica met rh-), letterlijk redenaarskunst, of welsprekendheid, is de kunst van het spreken in het openbaar. Retorica, dat uit de klassieke oudheid is voortgekomen, is daarmee de oudste westerse teksttheorie. Retorica verwijst zowel naar de retorische theorie – de leer van overtuigend spreken en schrijven, de ars rhetorica – als naar de retorische praktijk, het in het openbaar spreken, de eloquentia.

## Inleiding

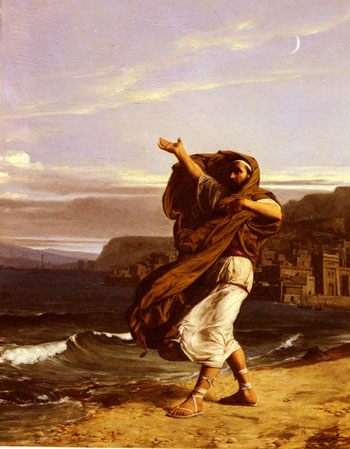
Jean-Jules-Antoine Lecomte du Noüy, Démosthène s'exerçant à la parole (De redenaar Demosthenes oefent zich in de rede)

Oorspronkelijk was de kunst van retorica bittere noodzaak in de politiek en de rechtspraak. Vooral in het oude Griekenland was het voor politici belangrijk dat zij de retorica beheersten. De retorica stond dan ook centraal in het onderwijs aan zonen van welvarende families. De sofisten waren hierin gespecialiseerd.
Talrijke filosofen hebben er hun aandacht aan besteed, onder wie Aristoteles in zijn Ars rhetorica. Diens leermeester Plato hield zich in zijn werken ook bezig met de afbakening tussen de retorica en de filosofie, onder meer in de dialoog Gorgias. Daarin debatteert Socrates met onder meer de beroemde sofist Gorgias, die wordt beschouwd als de vader van de retorica. Socrates stelt zich hierin op het standpunt dat de retorica een kunst is zonder inhoud, waarbij niet uit het oog mag worden verloren dat welsprekendheid en deskundigheid twee verschillende zaken zijn: een gladde spreker zonder kennis van de geneeskunde kan er bijvoorbeeld wel in slagen een zieke ervan te overtuigen een bepaald medicijn in te nemen, terwijl diens arts dat niet kan.
Tijdens de Romeinse Republiek kreeg de retorica vooral aandacht van de bekende redenaar, jurist, filosoof en politicus Cicero, van wie vele redevoeringen bewaard zijn gebleven. Later in het Romeinse Keizerrijk was de noodzaak van de welsprekendheid voor de politiek van minder belang. Toch was het een belangrijk vak, vooral voor juristen. Het boek De opleiding tot Redenaar (de Institutio Oratoria) van Quintilianus (±40 – ±100 na Christus) wordt nog steeds gezien als een theoretisch standaardwerk op dit gebied. Belangrijke aandachtspunten in de retorica zijn de opbouw van het betoog en de stijlfiguren waarmee de spreker zich bedient om zijn gehoor voor zijn standpunten te winnen. In dit boek vindt concentratie plaats op de rechtspraak vanwege eerdergenoemde reden. Overigens definieerde Quintilianus retorica als de kunst van het goede spreken en keerde hij zich tegen bovengenoemde definities. Een redevoering die in de rechtszaal overtuigt, hoeft volgens hem niet goed te zijn en vice versa. Evenzo is er een scala aan argumenten die in een betogende tekst al dan niet terecht effect sorteren.

## Zesde klas
In Vlaanderen wordt de retorica tot op heden onderwezen in het laatste leerjaar van de Latijnse humaniora in het secundair onderwijs. In de zesde klas lag de nadruk op de studie van klassieke redenaars Cicero en Bossuet.

Ook in Nederland is deze naam voor in de zesde klas van het gymnasium gebruikt, minstens tot halverwege de jaren 1960.

## Nederland
Het woord overtuigen komt voort uit het woord getuigenis uit de rechtspraak, zoals ook de uitdrukking wettig en overtuigend bewijs. In het Middelnederlandse was het overtugen, afkomstig dat van een Germaans woord voor trekken (ziehen), aangezien getuigen soms voor de rechter gesleept moesten worden.
Retorica, of effectief spreken en de kunst van het overtuigen, kent geen sterke traditie in het Nederlandse onderwijs, in tegenstelling tot het Engelse of Franse onderwijs. In de analyse van Frits Bolkestein zijn er, in ieder geval in het politieke domein, vier oorzaken:
Ten eerste de opkomst van de beroepspoliticus. Ten tweede de groei van de collectieve sector met de daarmee gepaard gaande complexiteit. Ten derde de eenzijdige recrutering van politici-woordvoerders uit verwante specialistische beleidsvelden binnen de overheid of de semi-overheid. Ten vierde de consensusgerichte wijze van politiek bedrijven die verhullend en wollig taalgebruik lonend maakt.
Bolkestein pleit in zijn artikel op de website van Onze Taal voor meer welsprekendheid in de politiek en van hem is dan ook de tamelijk bekend geworden uitspraak:
Wie de vorm beheerst, is de inhoud meester.
Volgens Marc Huys, vertaler van Aristoteles' Retorica, is in de tweede helft van de 20e eeuw de belangstelling voor de klassieke retorica toegenomen, omdat ook in moderne trainingen telkens wordt verwezen naar de oude indeling van middelen van overtuiging: ethos, pathos en logos.

## Het systeem van de antieke retorica
Retorica was vanaf ongeveer de 5e eeuw v.Chr. een echt vak, met docenten en een uitgewerkt leersysteem. Belangrijke bijdragen aan dit leersysteem werden geleverd door Isocrates en later door Quintilianus en Cicero. De belangrijkste bron die we vandaag nog gebruiken om hierop terug te grijpen is de Opleiding tot redenaar van Quintilianus - het omvangrijkste handboek van de welsprekendheid en het onderwijs hierin. Quintilianus' Institutio oratoria kan volgens Piet Gerbrandy beschouwd worden als uitvloeisel, en misschien ook hoogtepunt van vijf eeuwen theorievorming over en onderwijs in de welsprekendheid.

### Vijf fasen voor de redenaar
In de antieke retorica werd ervan uitgegaan dat een redenaar altijd vijf fasen doorloopt. Het gaat hierbij om: vinding (inventio), ordening (dispositio), verwoording (elocutio), geheugentraining (memoria) en voordracht (actio of pronuntiato). Het is belangrijk om hierbij aan te tekenen dat Quintilianus zich voornamelijk richtte op het genre van de redevoering voor de rechtbank, het genus iudiciale. Onderstaande verdeling is grotendeels gebaseerd op de inleiding die Piet Gerbrandy geeft in zijn vertaling van Quintilianus' boek. Het is opvallend te noemen dat de eerste vier fasen uit voorbereidingsstappen bestaan, waarna pas in de vijfde fase de voordracht of het betoog zelf naar voren komt.

##### Vinding (inventio)
In deze fase gaat de spreker of redenaar op zoek naar argumenten, argumenten die volgens Quintilianus verschillende vindplaatsen (topoi of loci) kennen, zoals plaats, tijd, persoon en motief. Hier toont zich juridische blik die Quintilianus toepast. Ook de belangrijkste drie doelen in het begin van het betoog van de redenaar komen hier naar voren; deze dient ten eerste de toehoorder welwillend, aandachtig en geïnteresseerd te stemmen.

##### Ordening (dispositio)
In de fase van de ordening plaats de redenaar alle argumenten in de juiste volgorde. Quintilianus zegt hier zelf het volgende over:
Maar zoals het voor iemand met bouwplannen niet voldoende is stenen, hout en ander voor dat werk nuttig materiaal bijeen te brengen, als er geen handige vakman wordt ingehuurd om ze op een ordelijke manier op hun plaats te leggen, zo zal bij het spreken een voorraad gegevens, hoe overvloedig ook, nooit meer dan een onoverzichtelijk opgestapelde massa opleveren, tenzij een zelfde ordening ze systematisch rangschikt en in een samenhangend betoog verankert.

##### Verwoording (elocutio)
De verwoording van een betoog is volgens Quintilianus de moeilijkste fase van de welsprekendheid. Hier laat de Romeinse retor en hoogleraar wederom zien dat hijzelf - in schrift - uitblinkt in het kiezen van de juiste woorden:
Zich uitspreken wil immers zeggen: alles wat men in gedachten heeft gevormd, uiten en aan toehoorders presenteren, zonder hetgeen al het vorige zinloos is, als een zwaard dat in zijn schede opgeborgen blijft.
Bij de verwoording dient een spreker rekening te houden met zes aspecten van goede uitvoering:
1. Foutloos (Latijn). (latinitas)
2. Helderheid (perspicuitas)
3. De verfraaiing (ornatus)
4. Amplificatie en afzwakking
5. Sententiën
6. Tropen

##### Geheugentraining (memoria)
Geheugentraining, in de Institutio oratorio ook wel mnemotechniek genoemd, behelst de fase van het memoriseren, het onthouden van het betoog. Quintilianis reikt hier bijvoorbeeld het verhaal van het geheugen van Simonides aan, om te illustreren dat het memoriseren van een betoog kan door de gedachte-inhoud aan een bepaalde locatie te koppelen, bijvoorbeeld door zich een groot huis voor te stellen dat de spreker goed kent, om vervolgens elk onderdeel van zijn of haar betoog te koppelen aan een van de kamers.

##### Voordracht (actioofpronuntiato)
De voordracht staat ook wel bekend als de uitvoering; het daadwerkelijke uitspreken van een voordracht of betoog. Deze fase wordt beschreven met onder andere het belang van een goede stem, gelaatsuitdrukking en houding van het gehele lichaam, waarbij Quintilianus zelfs het volgende stelt:
Persoonlijk durf ik wel vol te houden dat een matig betoog dat door een krachtige voordracht aantrekkelijk wordt gemaakt, meer effect heeft dan een heel goed betoog dat zo'n voordracht moet ontberen.

### Opbouw van het klassieke strafpleidooi
In de klassieke oudheid werd ook nagedacht over de beste manier om een gerechtelijke rede (genus iudicale) op te bouwen. Hermagoras kwam met de volgende - nog steeds gebruikte - methode.

##### Inleiding (exordium)
Hierin moet de aandacht worden getrokken van het publiek (jury of rechter) en moet deze welwillend gestemd worden.

##### Achtergrondinformatie en situatieschets (narratio)
Bij een gerechtelijke rede kunnen hier de feiten over het misdrijf uiteen gezet worden. 

##### Stellingname (propositio)
Het noemen van de centrale stelling (bijvoorbeeld: verdachte X is onschuldig).

##### Vooruitblik op argumentatie (partitio)
Hierin kan de spreker/schrijver vertellen hoe deze de argumentatie opbouwt. Het is geen verplicht onderdeel van het model van Hermagoras.

##### Argumentatie (argumentatio)
De daadwerkelijke argumentering van de stelling, op te delen in:
- Confirmatio: bewijsvoering
- Refutatio: het weerleggen van de argumenten van de tegenpartij

##### Uitweiding (digressio)
Wanneer nodig, kan de spreker/schrijver hier verder uitweiden over bijvoorbeeld het type misdaad. Ook dit is geen verplichte stap.

##### Slotconclusie (peroratio)
Hier wordt teruggeblikt op het betoog en vaak een emotioneel beroep gedaan op de toehoorders (jury en/of rechter).